# Musseromys gulantang
Musseromys gulantang är en gnagare i familjen råttdjur som förekommer i Filippinerna.
Arten är bara känd från låga delar av berget Banahaw på Luzon. Den hittades vid 620 meter över havet. Regionen är täckt av skog. Antagligen är Musseromys gulantang nattaktiv och troligen klättrar den främst i växtligheten.
Den kända individen (typen) hade en absolut längd av 178 mm, inklusive en 101 mm lång svans och en vikt av 15,5 g. Bakbenen var 20 mm långa och öronen var 16 mm stora. Artens päls på ovansidan är orangeröd och undersidan är täckt av intensiv orange päls. Kännetecknande är en bred nos med långa morrhår. Svansen är bara vid spetsen täckt av långa hår.
Djuret listas av IUCN med kunskapsbrist (DD).